# فراسة الدماغ

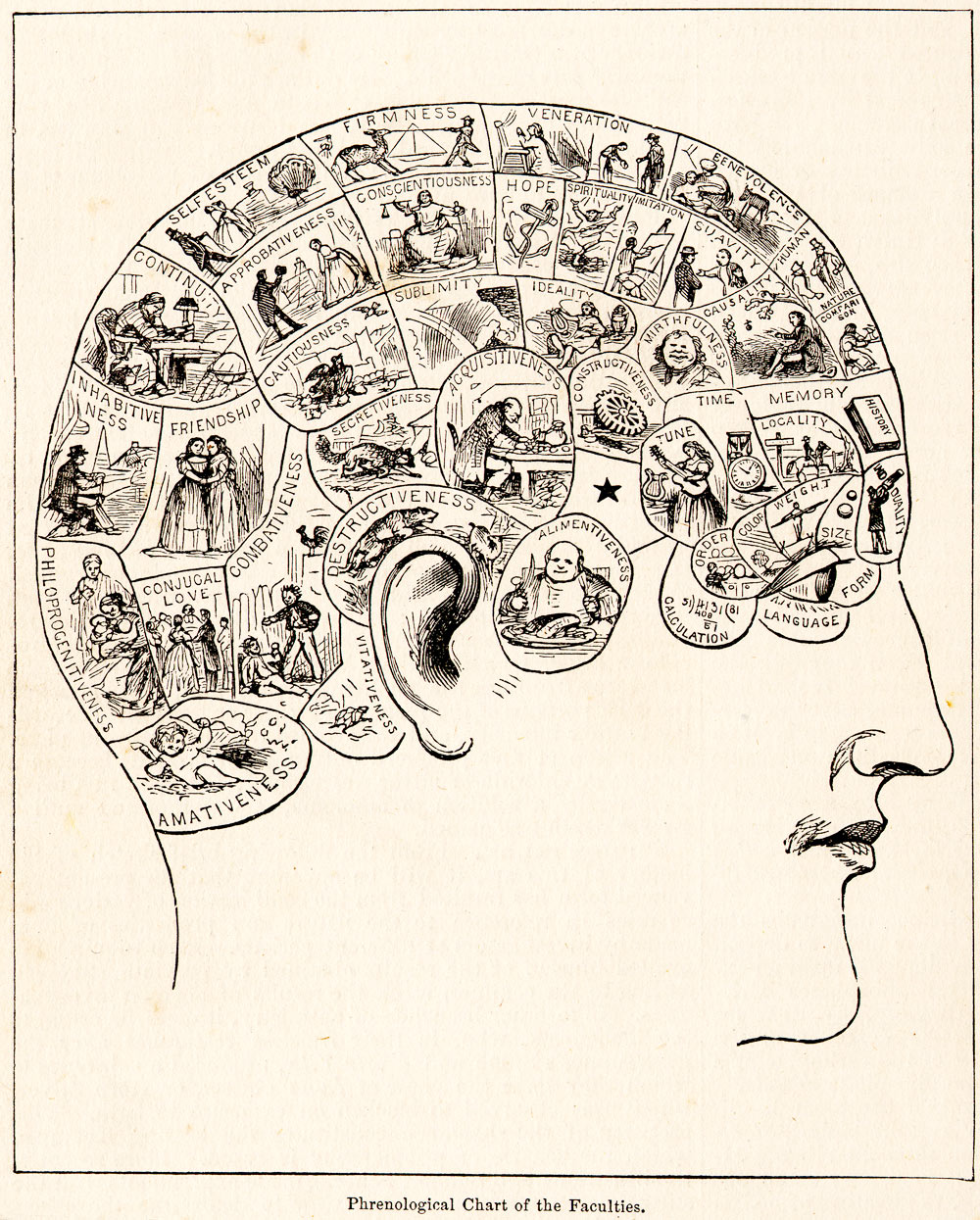
مخطط للفرينولوجيا عام 1883

فراسة الدماغ (Phrenology) أو الحِصَافة وصاحبها الحصَّاف علم زائف قديم يقوم على أساس تقسيم الدماغ إلى ملكات فكرية، وتكون كل ملكة مسؤولة عن صفة معينة مع اعتبار أن الجمجمة تتكيف مع حجم الدماغ يفترض في الفرينولوجيا أن الملكة المسؤولة عن الغدر مثلا ستكون دافعة للجمجمة مما سيؤدي لبروزها ومعرفة أن منطقة الغدر كبيرة عند هذا الشخص. وقد ربطها البعض بما يشبه الشعوذة، وهي أقرب إلى الفراسة إلا أن جزءا بسيطاً منها يرتبط اليوم بعلم الأعصاب، وعلى الرغم من قلة المراجع العربية التي تناولت هذا العلم إلا أنها تعرف أحياناً «بفراسة الدماغ»، ويعتبر الطبيب الألماني فرانز جوزيف غال (1758 – 1828) من أهم مؤسيسيها وروادها.
يُعد علم فراسة الدماغ اليوم علمًا زائفًا. كانت الصرامة المنهجية لعلم فراسة الدماغ موضع شك حتى بالنسبة لمعايير عصرها، نظرًا لأن العديد من المؤلفين اعتبروا علم فراسة الدماغ علمًا زائفًا في القرن التاسع عشر. كان التفكير الفرينولوجي مؤثرًا في الطب النفسي وعلم النفس في القرن التاسع عشر. يعتبر افتراض غال بأن الشخصية والأفكار والعواطف تقع في مناطق معينة من الدماغ تقدمًا تاريخيًا مهمًا نحو علم النفس العصبي.
في حين أن علم فراسة الدماغ قد فقد مصداقيته منذ فترة طويلة، فإن دراسة السطح الداخلي لجماجم الأنواع البشرية القديمة تسمح للباحثين المعاصرين بالحصول على معلومات حول تطور مناطق مختلفة من أدمغة تلك الأنواع، وبالتالي استنتاج شيء عن قدراتهم المعرفية والتواصلية، وربما شيء يتعلق بحياتهم الاجتماعية. نظرًا لقيودها ، تُنْتَقَدُ أحيانًا هذه التقنية باعتبارها: علم فراسة الحفريات.

## القدرات العقلية
يعتقد علماء فراسة الدماغ أن العقل البشري لديه مجموعة من الملكات العقلية المختلفة، كل واحدة ممثلة في منطقة مختلفة من الدماغ. على سبيل المثال: كانت جزئية Philoprogenitivity، من اليونانية التي تعني حب النسل، موجودة بشكل مركزي في مؤخرة الرأس (انظر الرسم البياني من قاموس ويبستر الأكاديمي).
قيل إن هذه المناطق تتناسب مع ميول الشخص. اشتقت أهمية العضو من الحجم النسبي مقارنة بالأعضاء الأخرى. كان يُعتقد أن الجمجمة القحفية -مثل القفاز على اليد- تتكيف مع الأحجام المختلفة لهذه المناطق من الدماغ، بحيث يمكن تحديد قدرة الشخص على سمة شخصية معينة ببساطة عن طريق قياس منطقة الجمجمة التي تغطي المنطقة المقابلة من الدماغ.
يختلف علم فراسة الدماغ، الذي يركز على الشخصية والشخصية، عن قياس الجمجمة، وهو دراسة حجم الجمجمة ووزنها وشكلها، وعلم الفراسة، ودراسة ملامح الوجه.

## الطريقة
علم فراسة الدماغ هو عملية تتضمن مراقبة و/أو الشعور بالجمجمة لتحديد السمات النفسية للفرد. يعتقد فرانز جوزيف غال أن الدماغ يتكون من 27 عضوًا فرديًا تحدد الشخصية، أول 19 من هذه الأعضاء يعتقد أنها موجودة في أنواع حيوانية أخرى. كان أخصائيو فراسة الدماغ يمررون أطراف أصابعهم وراحتهم على جماجم مرضاهم ليشعروا بالتضخم أو الفجوات. غالبًا ما يقوم أخصائي فراسة الدماغ بأخذ قياسات باستخدام شريط قياس للحجم الكلي للرأس ونادرًا ما يستخدم مقياس القحف، وهو إصدار خاص من الفرجار. بشكل عام، استمر استخدام أدوات قياس أحجام الجمجمة بعد انتهاء علم فراسة الدماغ السائد. يركز أخصائيو فراسة الدماغ على استخدام رسومات الأفراد ذوي السمات الخاصة، لتحديد شخصية الشخص، وبالتالي فإن العديد من كتب علم فراسة الدماغ تظهر صورًا للموضوعات. من الأحجام المطلقة والنسبية للجمجمة، يقوم أخصائي فراسة الدماغ بتقييم شخصية ومزاج المريض.
كانت قائمة غال الخاصة بـ (أعضاء المخ) محددة. يعني تضخم العضو أن المريض يستخدم هذا العضو على نطاق واسع. أضيف عدد -ومعاني أكثر تفصيلًا- للأعضاء لاحقًا بواسطة علماء فراسة آخرين. اختلفت المجالات السبعة والعشرون في الوظيفة، من الإحساس بالألوان إلى التدين إلى القتال أو التدمير. كان كل من أعضاء الدماغ السبعة والعشرين يقع تحت منطقة معينة من الجمجمة. عندما شعر أخصائي فراسة الدماغ بالجمجمة، كان يستخدم معرفته بأشكال الرأس ومواضع الأعضاء لتحديد نقاط القوة والضعف الطبيعية العامة للفرد. يعتقد علماء فراسة الدماغ أن الرأس يكشف عن ميول طبيعية ولكن ليس حدودًا مطلقة أو نقاط قوة في الشخصية. أعطى الرسم البياني للفرينولوجيا الأول أسماء الأعضاء التي وصفها غال؛ كانت ورقة واحدة، وبيعت مقابل سنت. كانت الرسوم البيانية اللاحقة أكثر اتساعًا.

## تاريخيًا
كان أبقراط وأتباعه من أوائل الذين حددوا الدماغ على أنه مركز التحكم الرئيسي في الجسم، إذ افتتحوا تغييرًا كبيرًا في التفكير من وجهات النظر المصرية والإنجيلية واليونانية المبكرة، والتي استندت إلى أسبقية السيطرة الجسدية على القلب. وقد أيد هذا الاعتقاد الطبيب اليوناني جالينوس، الذي خلص إلى أن النشاط العقلي يحدث في الدماغ وليس القلب، مدعيًا أن الدماغ، وهو عضو بارد ورطب يتكون من الحيوانات المنوية، هو مقر الروح الحيوانية - واحد من ثلاثة  أرواح توجد في الجسد، كل منها مرتبط بعضو رئيسي.

قدم القس السويسري يوهان كاسبار لافاتير (1741-1801) فكرة أن علم الفراسة يرتبط بسمات شخصية محددة للأفراد، وليس الأنواع العامة، في كتابه Physiognomische Fragmente، الذي نُشر بين عامي 1775 و1778. تُرجم عمله إلى اللغة الإنجليزية ونشر في عام 1832 باسم The Pocket Lavater، أو علم الفراسة. كان يعتقد أن أفكار العقل ومشاعر الروح مرتبطة بالإطار الخارجي للفرد.
في الجبهة، عندما تكون الجبهة متعامدة تمامًا، من الشعر إلى الحاجبين، فهذا يدل على نقص تام في الفهم. (ص 24)
في عام 1796، بدأ الطبيب الألماني فرانز جوزيف غال (1758-1828) إلقاء محاضرات حول علم الأعضاء: عزل الكليات العقلية ثم التنظير القحفي الذي تضمن قراءة شكل الجمجمة من حيث علاقته بالفرد. كان يوهان غاسبار سبورزهايم -المتعاون مع غال- هو من روج لمصطلح علم فراسة الدماغ.
في عام 1809، بدأ غال في كتابة عمله الرئيسي، تشريح ووظائف الجهاز العصبي بشكل عام، والدماغ بشكل خاص، مع ملاحظات حول إمكانية التحقق من المواقف الفكرية والأخلاقية العديدة للإنسان والحيوان، من خلال تكوين رؤوسهم. لم ينشر حتى عام 1819. في مقدمة هذا العمل الرئيسي، أدلى غال بالبيان التالي فيما يتعلق بمبادئه العقائدية، والتي تشكل الأساس الفكري لعلم فراسة الدماغ:
- الدماغ هو عضو العقل
- إن الدماغ ليس وحدة متجانسة، ولكنه مجموعة من الأعضاء العقلية ذات وظائف محددة
- يحدد موقع الأعضاء الدماغية طبوغرافيًا
- مع تساوي الأشياء الأخرى، فإن الحجم النسبي لأي عضو عقلي معين يدل على قوة أو قدرة ذلك العضو
- نظرًا لأن الجمجمة تتعظم فوق الدماغ أثناء نمو الرضيع، يمكن استخدام وسائل علم القحف الخارجية لتشخيص الحالات الداخلية للشخصيات العقلية